# Thorius narisovalis
La salamandra pigmea de San Felipe (Thorius narisovalis) es una especie de salamandras en la familia Plethodontidae.
Es endémica de México. Su hábitat natural son los montanos húmedos tropicales o subtropicales. 
Está amenazada de extinción debido a la destrucción de su hábitat .

## Clasificación y descripción
Se distingue de otras especies de Thorius por la siguiente combinación de caracteres: (1) Talla grande (longitud excede 22 mm en machos y 26 mm en hembras); (2) miembros moderadamente cortos; (3) cola larga; (4) nostrilos ovalados; (5) ausencia de dientes maxilares; (6) pocos dientes vomerinos (menos de 7 en ambos machos y hembras); (7) vientre inmaculado; y (8) moda falangeal fórmula en el miembro posterior, 1-2-3-3-1.

## Distribución
T. narisovalis posee el rango de distribución documentado más grande de cualquier especie del género. Es conocido de muchos sistemas montañosos en el centro y oeste de Oaxaca, incluyendo la Sierra Aloapaneca (Cerro San Felipe y Cuajimoloyas), la Sierra de Cuatro Venados (al oeste de Zaachila) y la Sierra de Coicoyán (sureste de Tlaxiaco).

## Hábitat
La especie está confinada a bosques de pino-encino en altas elevaciones, que van de 2,780 a 3,185 m s. n. m. Algunas localidades están dominadas por pinos, otras por encinos y madroño. Thorius típicamente era más abundante en áreas alteradas que en bosques maduros. En Cerro San Felipe, T. narisovalis se encuentra en simpatría con un congénere no descrito y se aproxima a una tercera especie, T. pulmonaris, el cual ocurre a más bajas elevaciones en la misma montaña. Otra salamandra Plethodontidae simpátrica es Pseudoeurycea smithi y P. unguidentis, así como una especie no descrita de Chiropterotriton, y hay registros de P. cochranae de esta región también. Isthmura boneti la cual es conocida de localidades circunvecinas también podría ocurrir en Cerro San Felipe, basado en reportes de residentes locales. Cerca de Tlaxiaco, en el oeste de Oaxaca. Thorius narisovalis era muy abundante históricamente-hay grandes colecciones de esta especie en y otros museos pero las poblaciones han declinado dramáticamente en años recientes. En octubre de 1997, solamente un espécimen vivo fue observado en Cerro San Felipe, donde la especie era extremadamente abundante. Cinco visitas recientes fueron observados pocos especímenes: 1 en 16 de agosto de 2008, 16 en 17 de marzo de 2010, 1 en 28 de junio de 2014, 1 el 8 de agosto de 2015, y 2 el 10 de agosto de 2015.

## Estado de conservación
T. narisovalis es actualmente considerado como Críticamente Amenazado por una variedad de razones: Poblaciones drásticamente en declive en un exceso de 80% en los últimos 30-40 años; su grado de ocurrencia es probablemente menor a 100 km² y su distribución geográfica está severamente fragmentada; hay un continuo declive en la extensión y calidad de su hábitat forestal. En la NOM-059-SEMARNAT se encuentra catalogada como protección especial.